# روابط آرژانتین و ارمنستان
جامعه ارمنی در آرژانتین بزرگ‌ترین جامعه در آمریکای لاتین است که در مجموع حدود ۱۲۰۰۰۰ عضو دارد.

## تاریخچه
اولین موج مهاجران ارمنی که عمدتاً از مصر و سوریه به آرژانتین رسیدند در سال ۱۸۹۲ بود. در طول جنگ جهانی اول، هزاران مهاجر ارمنی وارد آرژانتین شدند. بسیاری از آنها از نسل‌کشی ارمنی‌ها توسط امپراتوری عثمانی نجات یافتند. در ماه مه ۱۹۱۸، ارمنستان استقلال خود را از امپراتوری روسیه اعلام کرد و جمهوری نخست ارمنستان را تأسیس کرد. در سال ۱۹۲۰، آرژانتین استقلال ارمنستان را به رسمیت شناخت و روابط دیپلماتیک بین دو کشور برقرار شد. در دسامبر ۱۹۲۰، ارمنستان توسط ارتش سرخ مورد تهاجم قرار گرفت و این کشور به اتحاد جماهیر شوروی پیوست.
در ۲۶ دسامبر ۱۹۹۱، ارمنستان پس از فروپاشی اتحاد جماهیر شوروی استقلال خود را به دست آورد. در ۱۷ ژانویه ۱۹۹۲ آرژانتین و ارمنستان روابط دیپلماتیک خود را دوباره برقرار کردند. در ژوئن ۱۹۹۲، لوون تر پتروسیان، رئیس‌جمهور ارمنستان، یک سفر رسمی به آرژانتین داشت. در سال ۱۹۹۳، ارمنستان سفارت خود را در بوئنوس آیرس افتتاح کرد. در سال ۱۹۹۸ کارلوس منم رئیس‌جمهور آرژانتین به ارمنستان سفر کرد. در سال ۲۰۰۹، آرژانتین سفارت خود را در ارمنستان افتتاح کرد.

## به رسمیت شناختن نسل‌کشی ارمنی‌ها
در سپتامبر ۱۹۸۷، رائول آلفونسین، رئیس‌جمهور آرژانتین، در جمع ارمنی‌ها آرژانتین سخنرانی کرد و گفت که نسل‌کشی ارمنی‌ها را به رسمیت می‌شناسد. در سال ۱۹۹۵، رئیس‌جمهور کارلوس منم قانونی را که نسل‌کشی ارمنی‌ها را به رسمیت می‌شناخت وتو کرد. در ۱۱ ژانویه ۲۰۰۷، رئیس‌جمهور نستور کرشنر قانونی را امضا کرد مبنی بر اینکه آرژانتین به‌طور رسمی نسل‌کشی ارمنی‌ها را به رسمیت می‌شناسد.
در تاریخ ۲۵ مارس، سفر رسمی وزیر امور خارجه ارمنستان به آرژانتین با مراسم گذاشتن تاج گل در یادبود ژنرال خوزه د سان مارتین در بوئنوس آیرس آغاز شد. آرارت میرزویان با استقبال و همراهی لئوپولدو ساهورس، معاون وزیر امور خارجه آرژانتین، روبرو شد.
معاونان بر روابط قوی بین ارمنستان و آرژانتین تأکید کردند که بر اساس دوستی دیرینه بین این دو ملت است. همچنین در طول این رویداد، وزیر امور خارجه ارمنستان با عنوان مهمان ویژه بوئنوس آیرس مورد تقدیر قرار گرفت. مراسم معرفی کتاب «بوئنوس آیرس ارمنی» برگزار شد.

## روابط دوجانبه
آرژانتین و ارمنستان از زمان برقراری مجدد روابط دیپلماتیک بین هر دو کشور در سال ۱۹۹۲، قراردادهای دوجانبه متعددی مانند موافقتنامه همکاری بین هر دو کشور (۱۹۹۲) شامل: موافقتنامه ترویج و حمایت متقابل از سرمایه‌گذاری (۱۹۹۳)؛ موافقتنامه همکاری تجاری و اقتصادی (۱۹۹۴)؛ موافقتنامه همکاری علم و فناوری (۱۹۹۴)؛ موافقتنامه همکاری در استفاده صلح آمیز از انرژی هسته ای (۱۹۹۸)؛ موافقتنامه همکاری در زمینه فرهنگ و آموزش (۱۹۹۸)؛ موافقتنامه همکاری در زمینه گردشگری (۲۰۰۲)؛ موافقتنامه حذف نیاز به ویزا برای دارندگان گذرنامه معمولی (۲۰۱۱)؛ موافقتنامه در مورد برنامه تعطیلات کاری (۲۰۱۴) و موافقتنامه همکاری اقتصادی (۲۰۱۴) را امضا کرده‌اند.

## تجارت
در سال ۲۰۱۸، تجارت بین آرژانتین و ارمنستان بالغ بر ۹٫۲ میلیون دلار آمریکا بود. عمده صادرات آرژانتین به ارمنستان عبارتند از: گوشت، شکر و تنباکو. عمده صادرات ارمنستان به آرژانتین عبارتند از: پارچه و لباس بافتنی. آرژانتین پنجمین سرمایه‌گذار خارجی بزرگ ارمنستان است.

## نمایندگی‌های دیپلماتیک مقیم
آرژانتین در ایروان سفارت دارد. ارمنستان در بوئنوس آیرس سفارت دارد.